# Grendel (holenderski zespół muzyczny)

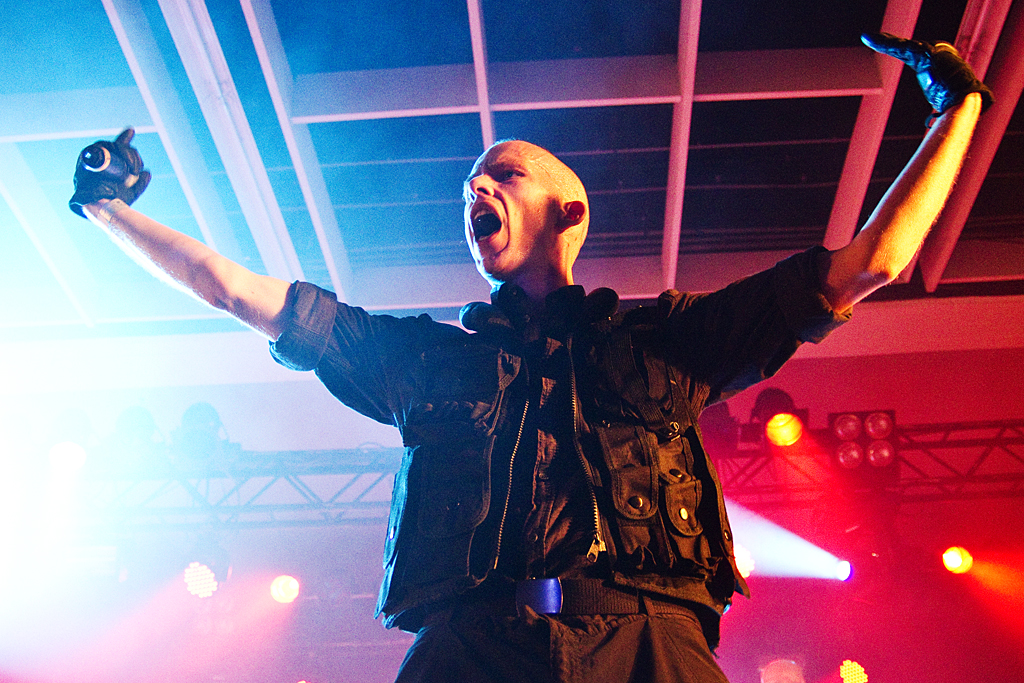
Grendel, Amphi-Festival 2013

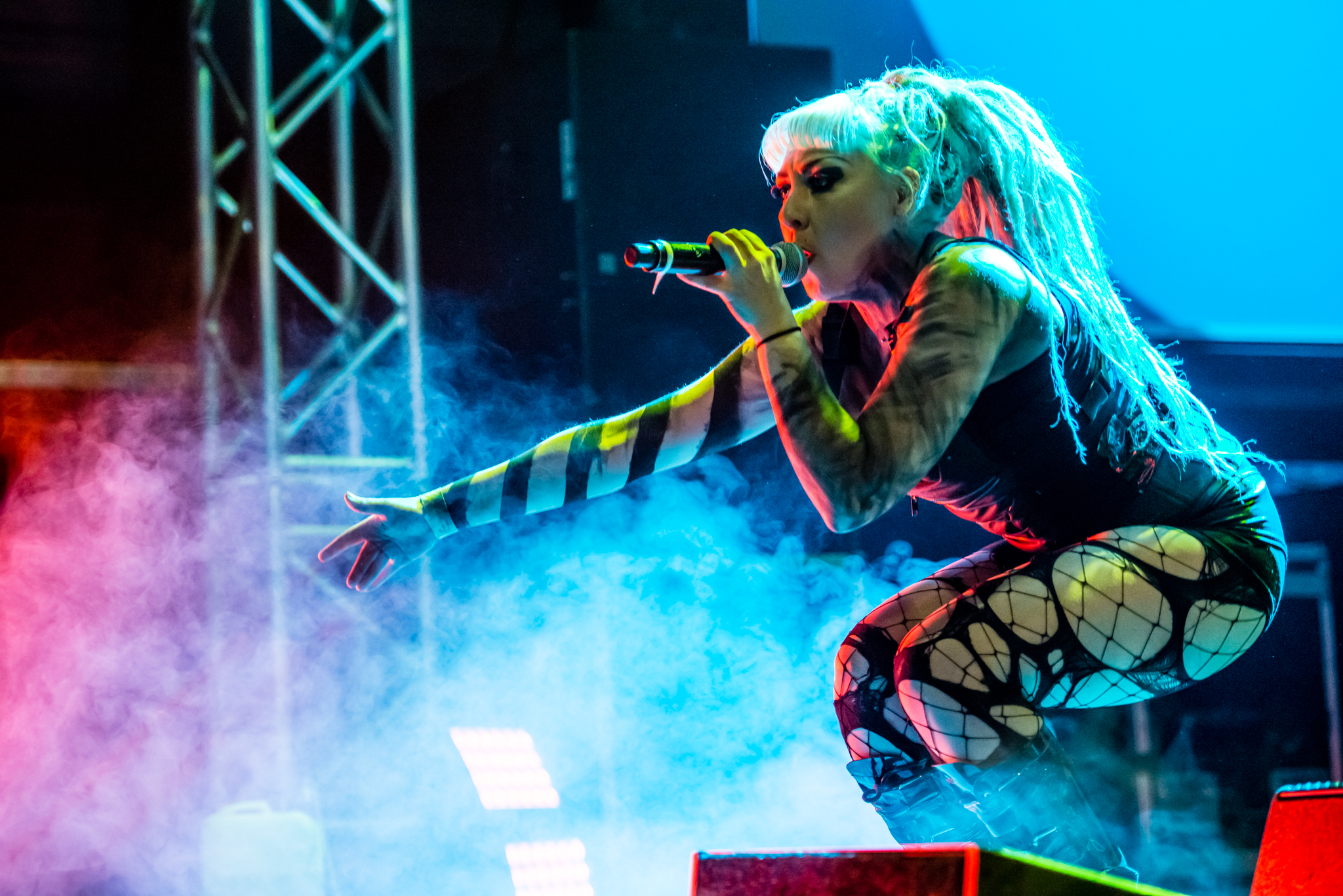
Grendel, e-tropolis 2015

Grendel — holenderski zespół grający muzykę industrial działający od 1997 roku.
Nazwa zespołu pochodzi od imienia postaci z poematu Beowulf (→ Grendel).

## Skład zespołu
- [VLRK] - Jos Tucker
- [M4RC] - Marc Martinez
- [MRKO] - Marco Visconti

## Dyskografia
- Promo CD (2000)
- Inhumane Amusement (2001)
- End of Ages EP (2002)
- Prescription : Medicide (2004)
- Soilbleed EP (2005) oraz Soilbleed : REDUX EP (2006)
- Harsh Generation (2007)
- Chemicals + Circuitry (2009)